# زبان تالشی
زبان تالشی (به تالشی: تؤلشه زوؤن‎، Tolışə Zıvon، Tолышә зывон) نام یک گروه زبانی از زبان‌های ایرانی شمال غربی است که توسط قوم تالش تکلم می‌شود. زبان تالشی همچنین به‌عنوان یکی از زبان‌های کاسپین شناخته می‌شود. زبان بلوچی، زبان مازندرانی، زبان گیلکی، زبان کردی و زبان تاتی نزدیک‌ترین زبان از زبان‌های ایرانی شمال غربی به زبان تالشی هستند، به گونه‌ای که برخی منبع‌های زبان‌شناسی، مانند دانشنامه اِتنولوگ، این چهار زبان را متعلق به یک گروه زبانی دانسته‌اند. زبان تالشی مشابهت زیادی زبان زازاکی که در ترکیه صحبت می‌شود دارد. شکل‌گیری صامت‌ها که اساس تکامل تاریخی زبان‌ها و طبقه‌بندی در گروه‌های زبانی را تشکیل می‌دهند، به‌طور تقریبی در تالشی مانند زبان زازاکی است. تالشی در اینجا کمربند زبان‌های شمال غربی ایران را با گویش‌های زازاکی، تاتی، گویش‌های مرکزی ایران و گیلکی، سمنانی، سنگسری تشکیل می‌دهد. تالشی همراه با زازاکی و تاتی (هرزندی/آذری) و برخی از گویش‌های شمال غربی، ریشه‌های صامتی هندواروپایی ایرانی باستانی را به شدت حفظ کرده است.
بوریس میلر معتقد است که با دلایل روشن می‌توان گفت که تاتی و تالشی ادامهٔ زبانی است که دست‌کم هم‌زمان با آغاز زبان فارسی میانه بدان سخن می‌گفته‌اند؛ هرچند، نشانه‌هایی نیز از پیشینهٔ این زبان‌ها در دوران پیش از فارسی میانه دیده می‌شود. این شواهد و نشانه‌ها همان اندازه که وجه اشتراک این گویش‌ها را با زبان پهلوی پارتی نشان می‌دهد گویای پیوندهای خیلی نزدیک آن‌ها با مادی و اوستایی نیز هست؛ زیرا که تفاوت زبان پهلوی با زبان‌های دیرین مانند مادی و اوستایی به همانگونه است که تشابه و تفاوت تاتی و تالشی با آن زبان‌ها.
براساس اعلام یونسکو، زبان تالشی یکی از زبان‌های درحال انقراض است.

## مقایسهٔ تالشی و دیگر زبان‌های ایرانی
تات‌ها، تالش‌ها و مازندرانی‌ها به زبان‌هایی سخن می‌گویند که در بسیاری موارد با زبان فارسی تفاوت داشته و با مادی، پارتی و اوستایی مشابهت دارد. زبان تالشی مشابهت زیادی با زبان‌های زبان گیلکی و زبان مازندرانی و زبان تاتی ایران، آذری باستان، اوستایی و کردی و زبان بلوچی دارد. ازاین‌رو، همهٔ این گروه‌های زبانی بطورکامل نزدیک را در دسته زبان‌های ایرانی شمال غربی جای داده‌اند. اما زبان فارسی، به‌دلیل تفاوت‌هایش، در دستهٔ زبان‌های ایرانی جنوب غربی جای داده می‌شود. با این وجود زبان تالشی با زبان مردم جنوب ایران (زبان اچمی) که خود از شاخهٔ جنوب غربی ایران است، نیز بسیار قرابت دارد.
شباهت‌های زیادی میان زبان تالشی با مجموعه زبان‌های کنارهٔ دریای خزر (بلوچی، مازندانی، گیلکی، تاتی) وجود دارد. همچنین همبسته و خویشاوند هستند. و نیز بنا به قراین و شواهدی غیرمستقیم در این زمینه، می‌توان چنین حدس زد که به‌احتمال زیاد ممکن است این مجموعه زبانی، بازمانده و شیوهٔ تحول‌یافته «زبان باستانی مادی» باشد.

## تالشی و دیگر زبان‌های ایرانی شمال غربی
زبان تالشی در کنار زبان‌های زیر، دسته زبان‌های ایرانی شمال غربی را می‌سازد:
- گروه زبانی زبان بلوچی
- گروه زبانی کاسپین: زبان گیلکی و زبان مازندرانی
- گروه زبانی زازا-گورانی
- گروه زبانی سمنان
- گروه زبانی مرکزی ایران
- گروه زبانی کردی
- گروه زبانی اورموری-پراچی
- گروه زبانی خل

## پراکنش جغرافیایی زبان تالشی
تالش‌زبانان از قوم تالش هستند. اینان در بخش باختری استان گیلان،  شهرستان نمین و بخش خورش رستم، شهرستان خلخال در استان اردبیل، و نیز مناطق آستارا، لریک، لنکران، ماساللی، یاردیملی، جلیل‌آباد، نفت چاله، بیله‌سوار و سالیان در جنوب جمهوری آذربایجان زندگی می‌کنند.

## گویش‌ها و لهجه‌های زبان تالشی
بررسی‌های موردی در مناطق تالش‌نشین شهرستان‌های صومعه‌سرا و فومن نشان می‌دهد که روستاهای گیلک‌نشین همسایه از واژگان تالشی یا نزدیک به آن که با گیلکی متفاوت است بهره می‌گیرند. حمدالله مستوفی، در مورد مردم گیلان و نزدیکی آن با زبان پهلوی نیز اشاره‌ای دارد. وی در وصف مردم تالش چنین می‌گوید: «مردمش سفیدچهره‌اند بر مذهب امام شافعی، زبانشان پهلوی به گیلانی باز بسته است.»
در میان تالشان گونه‌گونی زبانی – به نسبت تأثیرپذیری از دیگر زبان‌ها- به شدت وجود دارد. در تالش شمالی به‌طور مشخص پنج گویش آستارایی، لنکرانی، ماسالی و لریکی و عنبرانی دیده می‌شود. در تالش جنوبی، مناطق پیرامون آستارا یک گویش تالشی آمیخته با ترکی رواج دارد و در مناطق ماسال تا روستاهای پیرامون، ماکلوان، دهستان آلیان، ماسوله کچا و تالش دولاب با زبان تالشی اصیل‌تری تکلم می‌شود که البته به‌دلیل نزدیکی به مناطق گیلک‌نشین از آنان تأثیر گرفته و اصیل‌ترین گویش مربوط به منطقه تالش مرکزی یا تالش‌دولاب است چون مردم آن در زمان‌های نزدیک زندگی همیشگی در کوه داشتند و در کمترین ارتباط با اقوام دیگر بودند. . تنها زبان موجود میان تالشان که هم‌ریشه با زبان‌های شمال غربی نیست و به محدوده زبان تالشی رخنه کرده و به شدت به تنوع آن موجب شده زبان ترکی است. این مسئله در تالش شمالی و در آستارای ایران به شدت مشاهده می‌شود.
مردم تالش را می‌توان به دو بخش تقسیم کرد:
1. مردم یکجانشین که در روستاها و شهرها زندگی می‌کنند و پیشه‌شان کشاورزی است و به آن‌ها «تالش» می‌گویند.

و تالشانی که در طول زندگی خود به مهاجرت از قشلاق به ییلاق و از ییلاق به قشلاق می‌پردازند و شغل آن‌ها از زمان‌های بسیار قدیم دامداری بوده و است اما با این حال بیشتر تالشان کشاورز هستند. همچنین آثاری در دست است که در سفرنامه مریتون کاخال روسی که در سده ده به تالشستان سفر کرده بود از تالشان آرتاویل (اردبیل) سخنانی به میان آمده و همچنین قشر تات و تالش در تبریز در آن زمان که به‌مرور زمان از میان رفتند و آذری‌زبانان جای آنان را به خود اختصاص دادند.
به‌طور کلی می‌توان گویش‌ها و لهجه‌های زبان تالشی را به سه دسته تقسیم کرد:
1. گویش شمالی (گشتاسبی)
2. گویش مرکزی (کرگانرودی)
3. گویش جنوبی (دولابی)

## زبان تالشی در تالش گشتاسبی
در تالش گشتاسبی، تالشان شوروی سابق در سال‌های ۳۵–۱۹۳۱ براساس حروف لاتین برای خود الفبایی وضع کردند و با استفاده از آن الفبا به زبان خود برای نخستین بار نشریه، تألیفات، آثار هنری و کتب درسی منتشر کردند و به همین خط و زبان در مدارس خود تدریس نمودند. حتی در لنکران شعبهٔ تالشی دانشگاه پداگوژی (دانش آموزش و پرورش) وجود داشت. اما در سال‌های پس از ۱۹۳۵ ضمن تحولات سیاسی آن دوره، به فعالیت‌های میهنی و فرهنگی تالشان نقطهٔ پایان گذاشته شد. از انتشار کتاب و نشریه به زبان تالشی پیشگیری به عمل آمد. آموزش عالی و مدارس تالشی تعطیل گردید و روشنفکران تالشی را به قزاقستان و دیگر جمهوری‌های شرقی تبعید کردند. در سال‌های ۵۲–۱۹۴۹ ضمن سرکوب مجدد و تجزیهٔ تالشان، هزاران خانواده از آن‌ها را به مغان کوچاندند.

## دستور زبان

### ضمایر
ضمایر در زبان تالشی به سه دسته ضمایر فاعلی، مفعولی و ملکی تقسیم می‌شوند.
| ضمیر                 | ۱ مفرد | ۲ مفرد | ۳ مفرد | ۱ جمع | ۲ جمع  | ۳ جمع  |
| -------------------- | ------ | ------ | ------ | ----- | ------ | ------ |
| فاعلی، تالشی (لمیر)  | ăz     | të     | av     | ama   | šëma   | aven   |
| مفعولی، تالشی (لمیر) | mën    | tëm    | avi    | bămă  | bāvoun | bašëmā |
| ملکی، تالشی (لمیر)   | čëmën  | ëštë   | čayi   | čama  | šëma   | cāvoun |

شباهت با سایر زبانهای نزدیک ایرانی:
| فارسی | زازاکی     | تالشی      | تاتی | سمنانی | سنگسری | اوستیایی | مازندرانی | الیکایی     |
| ----- | ---------- | ---------- | ---- | ------ | ------ | -------- | --------- | ----------- |
| من    | ez         | ez         | ez   | e      | e      | aez      | men       | men/a       |
| تو    | tı         | tı         | ti   | ti     | ti     | dı       | te        | tu          |
| او    | o          | əv         | u    | un     | no     | uy       | ve        | vi          |
| ما    | ma         | ama        | amā  | hamā   | mā     | max      | emā       | amā         |
| شما   | şıma       | şıme       | şūmā | şūmā   | şūmā   | şımax    | šemā      | šemā        |
| انان  | inan ,ê, i | ayen ,əvon | ē    | e      | ey     | idan     | vešun     | ōšun/unâhân |

### صرف فعل (لازم)
در جدول زیر فعل خوابیدن (xəta) بر اساس گویش پره‌سری از زبان تالشی در زمان‌های مختلف صرف می‌شود. (براساس گویش پره‌سر شهرستان رضوانشهر می‌باشد)
| زمان/شخص               | ۱ مفرد             | ۲ مفرد             | ۳ مفرد          | ۱ جمع                | ۲ جمع                | ۳ جمع              |
| ---------------------- | ------------------ | ------------------ | --------------- | -------------------- | -------------------- | ------------------ |
| گذشته ساده             | xət-im(a)          | xət-iš(a)          | xət-a           | xət-imun(a)          | xət_irun(a)          | xət-in(a)          |
| گذشته نقلی             | xəta-m(a)          | xəta-š(a)          | xəta-a          | xəta-mun(a)          | xəta_run(a)          | xəta-n(a)          |
| گذشته کامل             | xəta b-im(a)       | xəta b-iš(a)       | xəta b-a        | xəta b-imun(a)       | xəta b-irun(a)       | xəta b-in(a)       |
| گذشته کامل تمنایی      | xəta ba-b-e-m(a)   | xəta ba-b-e-š(a)   | xəta ba-b-e     | xəta ba-b-e-mun(a)   | xəta ba-b-e-run(a)   | xəta ba-b-e-n(a)   |
| گذشته التزامی با نشانه | xəta bə-b-â-m      | xəta bə-b-â-š      | xəta bə-b-â     | xəta bə-b-â-mun      | xəta bə-b-â-run      | xəta bə-b-â-n      |
| گذشته التزامی بی نشانه | xəta bu-b-um       | xəta bə-b-i        | xəta bu-b-u     | xəta bə-b-am         | xəta bə-b-a          | xəta bə-b-un       |
| گذشته استمراری         | a-xəs-im(a)        | a-xəs-iš(a)        | a-xəs-i         | a-xəs-imun(a)        | a-xəs-irun(a)        | a-xəs-in(a)        |
| گذشته استمراری تمنایی  | ba-xəs-e-m         | ba-xəs-e-š         | ba-xəs-e        | ba-xəs-e-mun         | ba-xəs-e-run         | ba-xəs-e-n         |
| آینده در گذشته         | kâ a-xəs-im(a)     | kâ a-xəs-iš(a)     | kâ a-xəs-i      | kâ a-xəs-imun(a)     | kâ a-xəs-irun(a)     | kâ a-xəs-in(a)     |
| گذشته درحال انجام      | kâ(r) b-im(a) xəta | kâ(r) b-iš(a) xəta | kâ(r) b-a xəta  | kâ(r) b-imun(a) xəta | kâ(r) b-irun(a) xəta | kâ(r) b-in(a) xəta |
| حال التزامی با نشانه   | bə-xəs-â-m         | bə-xəs-â-š         | bə-xəs-â        | bə-xəs-mun           | bə-xəs-â-run         | bə-xəs-â-n         |
| حال التزامی بی نشانه   | bə-xəs-um          | bə-xəs-i           | bə-xəs-u        | bə-xəs-am            | bə-xəs-a             | bə-xəs-un          |
| حال درحال انجام        | kâr-im(a) xəta     | kâr-iš(a) xəta     | kâr-a xəta xəta | kâr-imun(a) xəta     | kâr-irun(a) xəta     | kâr-in(a) xəta     |
| حال ساده/اخباری        | ba-xet-im(a)       | ba-xet-iš(a)       | ba-xet-i        | ba-xet-imun(a)       | ba-xet-irun(a)       | ba-xet-in(a)       |
| آینده                  | kâ ba-xet-im(a)    | kâ ba-xet-iš(a)    | kâ ba-xet-i     | kâ kâ ba-xet-imun(a) | kâ ba-xet-irun(a)    | kâ ba-xet-in(a)    |

## واژگان
| English                 | شمالی (لنکران و لوندویل) | تالشی مرکزی       | جنوبی (خوشابر/ماسال/شاندرمن) | تاتی (کلور/ گلوزان) | فارسی          |
| ----------------------- | ------------------------ | ----------------- | ---------------------------- | ------------------- | -------------- |
| big                     | yol                      | yâl               | yâl                          | pilla               | bozorg         |
| boy, son                | zôa                      | zôa, zue          | zu'a, zoa                    | zâ                  | Pesar          |
| bride                   | vaya                     | vayu              | gēša, vayu                   | vayu, vēi           | arus           |
| cat                     | pišik                    | peču              | peču, pešu, piši             | pešu                | gorbe, piši    |
| cry (v)                 | bëramati                 | beramestē         | dad karde,beramē             | beramesan           | geristan       |
| daughter, girl (little) | kina, këla               | kilu, kela        | kina, kel(l)a                | kille, kilik        | doxtar         |
| day                     | rôž, ruj                 | ruz               | ruz, roz                     | ruz                 | ruz            |
| eat (v)                 | hărdati                  | hardē             | hardē                        | hardan              | xordan         |
| egg                     | uva, muqna, uya          | âgla              | agla,merqona                 | xâ, merqowna        | toxme morq     |
| eye                     | čaš                      | čaš, čam          | čēm                          | čašm                | čašm           |
| father                  | dada, piya, biya         | dada              | dada                         | pē                  | pedar          |
| fear (v)                | purnē, tărsati           | târsinē, tarsestē | tarsē                        | tarsesan            | tarsidan       |
| flag                    | fëlăk                    | parčam            | parcham ,beydoo              | ?                   | parčam, derafš |
| food                    | hărde                    | xerâk             | xerâk                        | xuruk               | xorâk          |
| go (v)                  | šëdati                   | šē                | šē                           | šiyan               | raftan (šodan) |
| house/room              | ka                       | ka                | ka                           | ka                  | xâne           |
| language; tongue        | zëvon,zôn                | zun               | zavon                        | zuân                | zabân          |
| moon                    | mâng,ošëm                | mâng              | mang                         | mung, meng          | mâh            |
| mother                  | mua, mu, nana            | nana              | nana,dede                    | mâ, dēdē, nana      | mâdar, nane    |
| mouth                   | qav, gav                 | ga, gav, ga(f)    | qar                          | gar                 | dahân, kak     |
| night                   | šav                      | šaw               | šav                          | šav                 | šab            |
| north                   | kubaso                   | šimâl             | shimal                       | ?                   | šemâl          |
| rice                    | bërz                     | berz              | berj,berz                    | berenj              | berenj         |
| say (v)                 | votati                   | vâtē              | vâtē                         | vâtan               | goftan         |
| sister                  | huva, hova, ho           | xâlâ, xolo        | xâ,khala                     | xâv, xâ             | xâhar          |
| small                   | ruk, gada                | ruk               | ruk                          | velle, xš           | kučak          |
| sunset                  | šăngo                    | maqrib            | maghreb                      | ?                   | maqreb         |
| sunshine                | haši                     | âftâv             | aftav                        | ?                   | âftâb          |
| water                   | uv, åv                   | âv                | âv                           | âv                  | âb             |
| woman, wife             | žen                      | žēn, žen          | yen, žen                     | zanle, zan          | zan            |
| yesterday               | zina                     | zir, izer         | zir, zer                     | zir                 | diruz, di      |

## ورود ترکی آذربایجانی به مناطق تالش‌زبان
گویش‌های اصلی زبان تالشی به سه دستهٔ شمالی، مرکزی و جنوبی تقسیم می‌شوند که هر یک در مناطق خاصی از ایران و جمهوری آذربایجان رواج دارند. در گذشته، تالشی در قلمروی وسیع‌تری متداول بود، اما با گذشت زمان و در اثر فشارهای بیرونی، دامنهٔ کاربرد آن کاهش یافته‌است.
در ایران، تالشان بیشتر در شهرستان‌های آستارا، تالش، رضوانشهر، ماسال و فومن ساکن‌اند. در تالش شمالی، مناطقی مانند عنبران، لوندويل و کرگانرود با بیشترین تأثیرپذیری از زبان ترکی روبه‌رو بوده‌اند، به‌طوری که در برخی روستاها زبان تالشی به‌طور تقریبی از بین رفته‌است. در این مناطق، دوزبانگی به‌صورت تالشی-ترکی رواج دارد و زبان ترکی به‌ویژه در مناطق جلگه‌ای غالب شده‌است. در تالش میانی، همچون اسالم، پره‌سر و شاندرمن، وضعیت زبانی متعادل‌تر است؛ اگرچه در این نواحی نیز ترکی رقیب مهمی برای تالشی به‌شمار می‌آید. در تالش جنوبی، که شامل ماسال، تالشدولاب و بخش‌هایی از رضوانشهر و فومن می‌شود، تالشی بیشتر تحت تأثیر زبان گیلکی قرار گرفته‌است و در بسیاری از مناطق کوهپایه‌ای هنوز زبان غالب به‌شمار می‌رود.
عوامل گوناگونی در کاهش دامنهٔ زبان تالشی در ایران مؤثر بوده‌اند. از جملهٔ آن‌ها می‌توان به دلایل سیاسی، اقتصادی، اجتماعی و فرهنگی اشاره کرد. یکی از دلایل مهم سیاسی، تقسیم منطقهٔ تاریخی تالش در پی عهدنامه‌های گلستان و ترکمانچای و ایجاد مرز میان بخش شمالی و جنوبی آن بود. افزون بر این، در دورهٔ قاجار، منطقهٔ تالش به واحدهای کوچک‌تری تقسیم و حکام ترک‌زبان بر شهرهایی چون کرگانرود و آستارا گمارده شدند که زبان اداری را به ترکی تغییر دادند. در عرصهٔ اقتصادی نیز، حضور فعال بازرگانان ترک‌زبان در شهرها و ضعف سنت بازرگانی در میان تالشان، سبب گسترش زبان ترکی در مراکز دادوستد شد.
در حوزهٔ اجتماعی، مهاجرت فصلی کارگران ترک‌زبان به مناطق تالشی، آمیزش عشایر ترک‌زبان با دامداران محلی، و ازدواج‌های مختلط، به تضعیف تالشی انجامید. از نظر فرهنگی، ورود مداحان، روحانیان و معلمان ترک‌زبان به روستاها و مدارس، و سپس رواج زبان فارسی به‌عنوان زبان آموزش، زبان تالشی را به حاشیه راند. ساختار دیوان‌سالاری مدرن نیز، با گماشتن کارمندان غیربومی در ادارات محلی، به زبان فارسی یا ترکی منزلت بیشتری داد و بدین ترتیب، در بسیاری از خانواده‌ها آموزش زبان مادری به فرزندان نادیده گرفته شد.
در جمهوری آذربایجان، زبان تالشی همچنان در مناطق گسترده‌ای مانند لنکران، ماسالی، لریک و آستارا رواج دارد. با اینکه زبان رسمی کشور ترکی آذربایجانی است، بسیاری از تالشان همچنان به زبان مادری خود سخن می‌گویند. با وجود سرکوب‌های فرهنگی در دورهٔ شوروی (به‌ویژه پس از سال ۱۹۳۷)، زبان تالشی در این کشور پایدار مانده‌است. پس از استقلال جمهوری آذربایجان، برخی تلاش‌ها برای احیای فرهنگی و زبانی تالشان آغاز شد، اما محدودیت‌های سیاسی و فشارهای اجتماعی همچنان ادامه دارد.
دوزبانگی پدیده‌ای رایج در منطقهٔ تالش است. در ایران، بسیاری از تالشان در کنار زبان مادری خود به ترکی یا گیلکی و فارسی نیز سخن می‌گویند. در تالش شمالی، دوزبانگی بیشتر به شکل تالشی-ترکی است، در حالی‌که در تالش جنوبی، بیشتر به شکل تالشی-گیلکی دیده می‌شود. فارسی نیز در میان نسل جدید به‌عنوان زبان آموزش و ارتباط رسمی، جایگاه بالاتری یافته و گاه حتی به زبان دوم خانواده‌ها تبدیل شده‌است.
در حوزهٔ زبان‌شناسی، زبان تالشی با پدیده‌هایی مانند واژه‌قرض‌گیری گسترده، به‌ویژه از زبان‌های ترکی، فارسی و گیلکی مواجه است. پژوهش‌ها نشان می‌دهند که این واژه‌قرض‌گیری نه‌تنها در سطح واژگانی، بلکه گاه در سطح ساختار نحوی و آوایی نیز نفوذ کرده‌است، به‌ویژه در مناطق شمالی و مرکزی تالش.
در ایران، با گسترش دوزبانگی و نفوذ زبان‌های دیگر، تالش شمالی بیشترین تهدید را تجربه می‌کند، در حالی‌که در جمهوری آذربایجان، با وجود محدودیت‌ها، نوعی پایداری زبانی دیده می‌شود. 